# أذينة (ملك تدمر)
سبتيموس أذينة الثاني ملك تدمر (توفي عام 267م) كان يحكم تدمر في وسط سوريا بمساعدة مجلس الشيوخ.

## نسبه وشخصيته

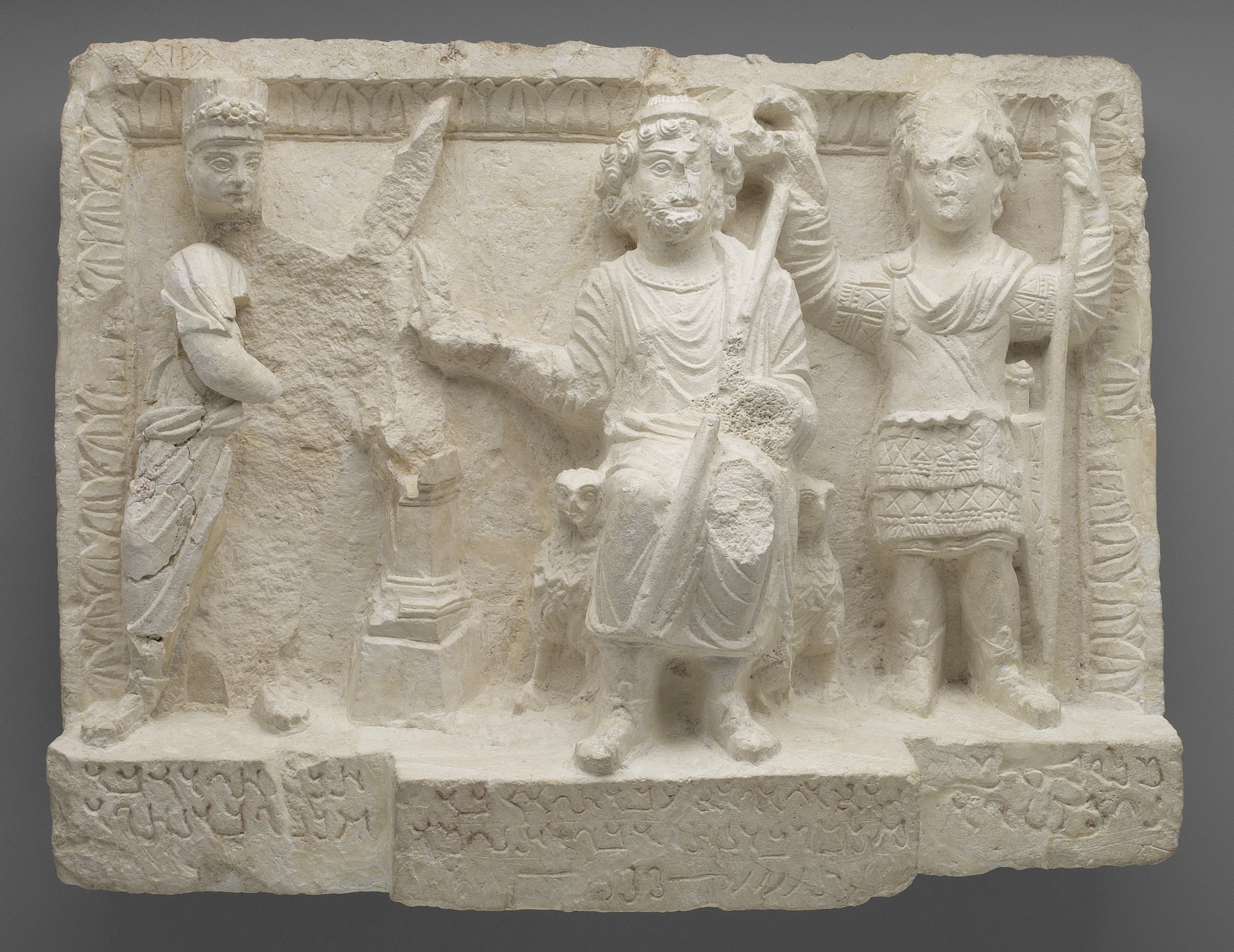
نقش بارز من معبد جاد في منطقة دورا أوربوس يصور الإله جاد من دورا (الوسط)، والملك سلوقس الأول نيكاتور على اليمين، وعلى اليسار يظهر حيران بن ماليكو بن نصر، والذي من المحتمل أنه يمت بصله قرابة لأذينة ملك تدمر

كان للملك أذينة ملك تدمر السورية نفوذ واسع على المنطقة من الأناضول إلى حدود شمال أفريقيا، يبدو أن الملك من أصول عربية وآرامية مختلطة: اسمه، واسم والده حيران، واسم جده وهب اللات، وهي عربية. بينما يحمل جده الأكبر نصور اسم آرامي.
وكانت أول خطوة تحققت هي قرار القيصر بتعيين أذينة رئيساً لمجلس الشيوخ، ولقد ساعده هذا المنصب لكي يوطد نفوذه على البادية ويعبئ صفوفها لتحقيق أمله بالتحرر من تبعيته للرومان، ابتداءً من إعلان شعبه بتسميته ملكاً على تدمر ولكن قيصر وقد أقلقه هذا القرار، دفع من قتله في قصره، وعين رئيساً لمجلس الشيوخ ابنه الأكبر خيران، وكان ابنه الأصغر يحمل لوالده حباً دفعه للتخطيط للانتقام لمقتله من الرومان. وكان هذا الابن مقرباً من أبيه ويحمل اسم أبيه أذينة الثاني، وقد تمتع بشخصية جذابة صارمة مما جعل البدو يلتفون حوله لتحقيق مشاريعه، ويهتفون لنجاحاته. ولقد بدا ولاؤهم وحبهم له عندما احتفل بزواجه وهو ابن السابعة عشر. ثم عندما ماتت زوجته الأولى إثر الولادة، وتركت له ابناً دعاه باسم هيرودوس.

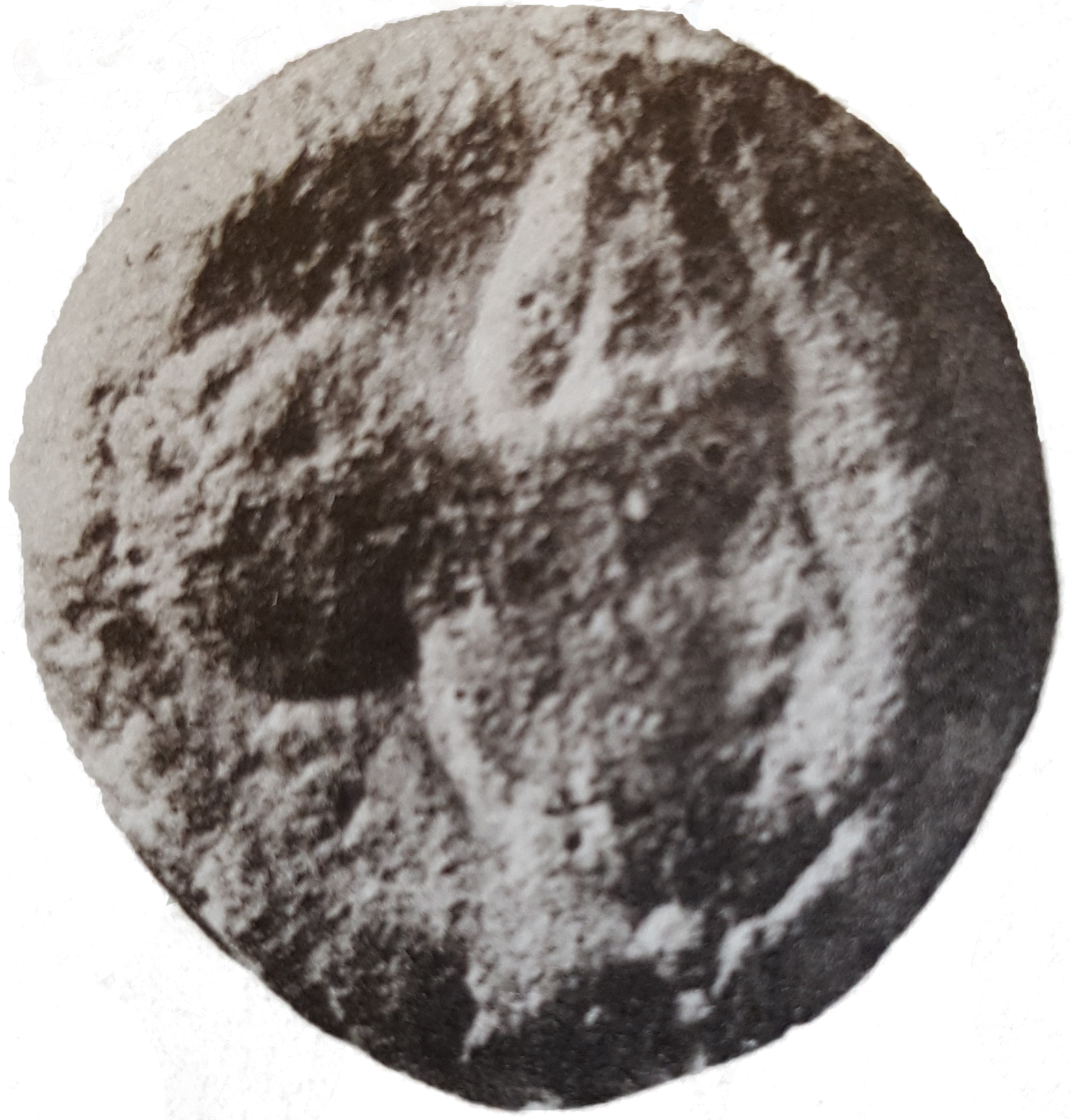
قطعة أثرية من الطين نقش عليها صورة محتملة لأذينة ملك تدمر وهو يرتدي تاجا مدببا

كانت شخصية أذينة القوية وثروته ضمانه بالسيطرة على أكثر القبائل، وكثيراً ما أعلن أذينة عن أهدافه البعيدة أمام هذه القبائل التي عاش بينها والتي كانت تهفو إلى ذلك اليوم الذي تصبح فيه تدمر دولة ومملكة واسعة، تضاهي وتتحدى الإمبراطورية الرومانية، التي قضت على أبيه وعلى مطامحه التي ورثها أذينة وحمل مسؤولية تحقيقها.

## زواجه من زنوبيا وحروبه

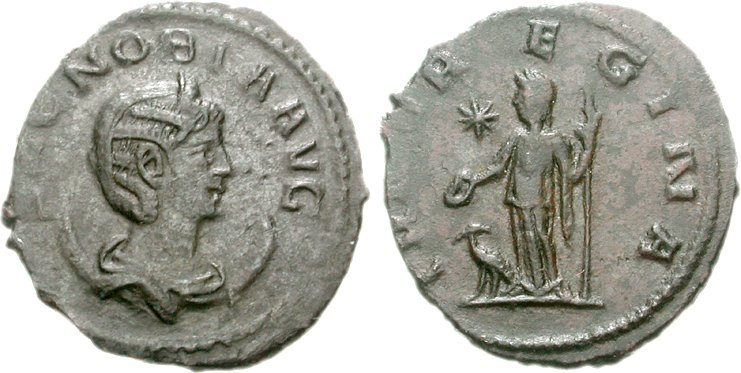
زنوبيا زوجة أذينة الثانية

عندما تزوج أذينة من زنوبيا ابنة القائد زباي رئيس وقائد الفرسان، اقترن بنصير عنيد لا يقل عنه رغبةً في تحقيق أهدافه الجريئة والطموحة. كانت زنوبيا رائعة الجمال راجحة العقل والتفكير مثقفة. وكانت معرفة أذينة بها قبل زواجه سبباً لعودته إلى المدينة، يجالس فيها القادة والشيوخ ويتدخل في شؤون الحكم والحرب. ولكنه لم يكن قادراً على الا ستغناء عن البادية ورجاله فيها.

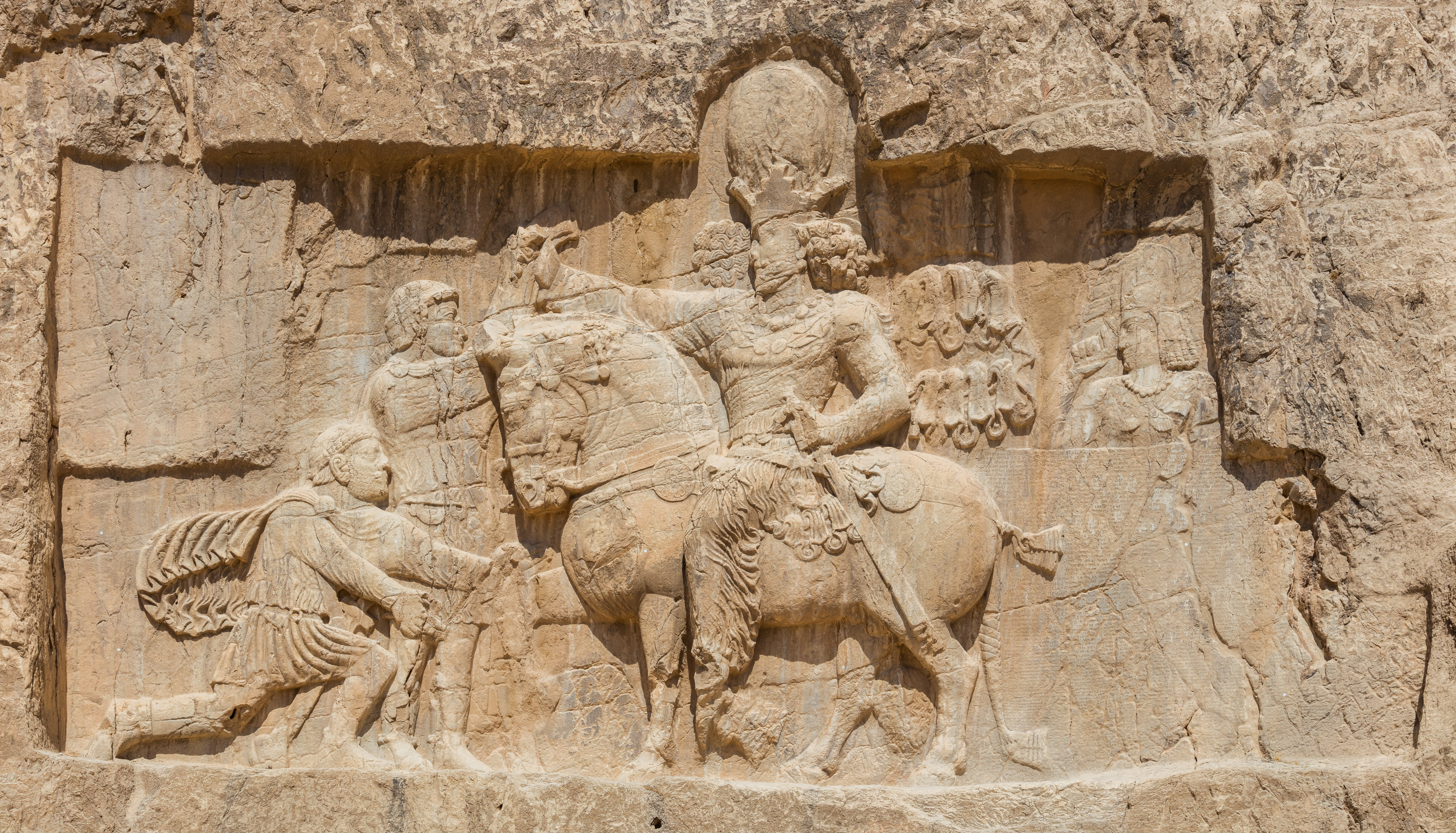
نقش بارز يصور انتصار سابور الأول على الإمبراطور الروماني فاليريان

فجأة يموت أخوه رئيس مجلس الشيوخ، فاحتل أذينة مكان ابن أخيه «معني» معلناً عن عصر جديد سيقود تدمر إلى مصيرها في الذروة. استغل أذينة حدثاً هاماً تم لإمبراطور روما فاليريان، الذي قاد الحرب ضد ملك الفرس، فخسرها وأخذ أسيراً، فقام أذينة ملك تدمر بشن حرب ضد سابور الأول ملك الفرس وانتصر فيها وفي جولات ثلاث، مما أرغم سابور الأول ملك الفرس على الاحتماء وراء الأسوار وعرف أنه أمام جيش قوي لمملكة تفرض سيطرتها وهي مملكة تدمر.

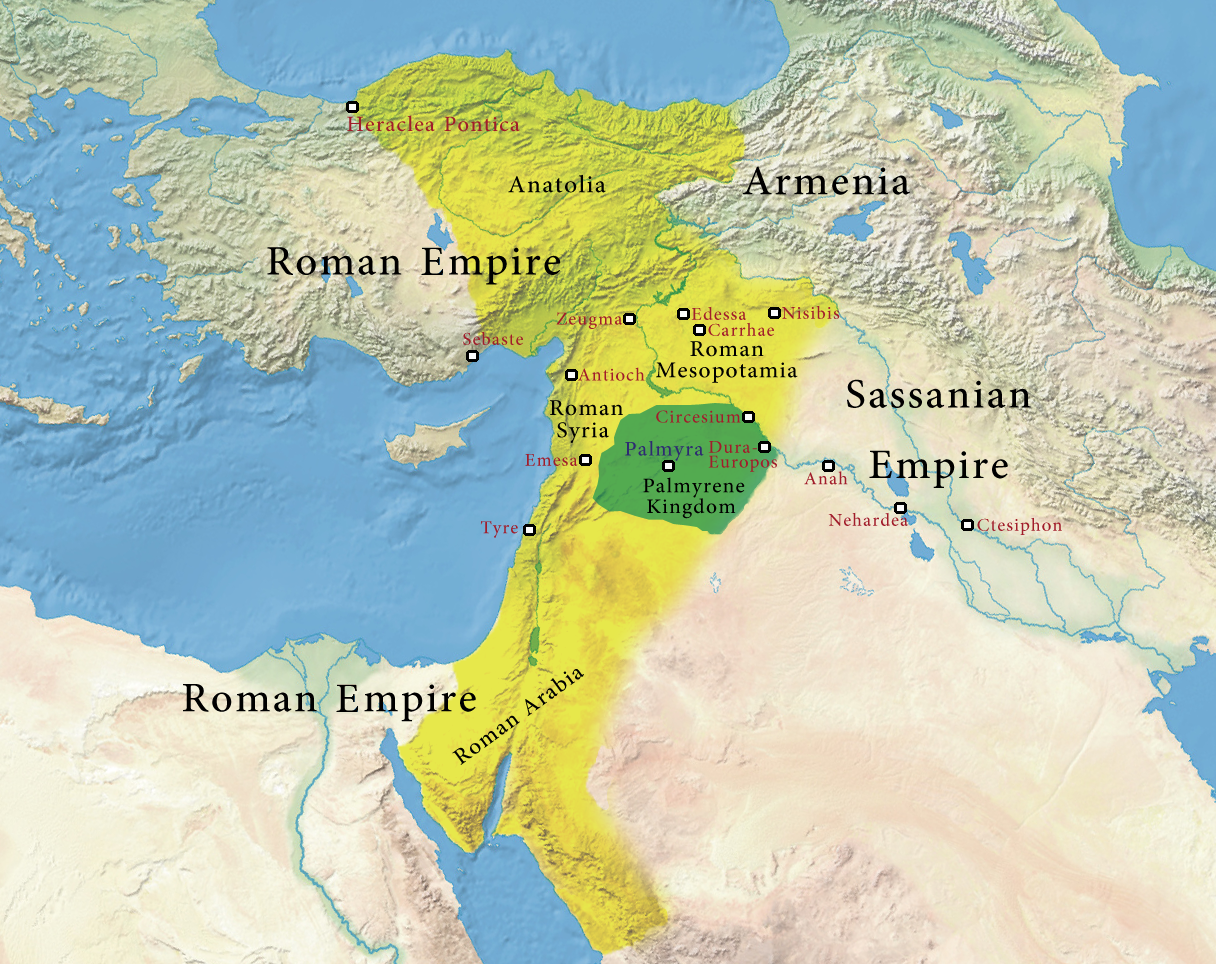
امتداد مملكة تدمر تحت حكم أذينة (باللون الأخضر) محاطة بأراضي الإمبراطورية الرومانية (باللون الأصفر)

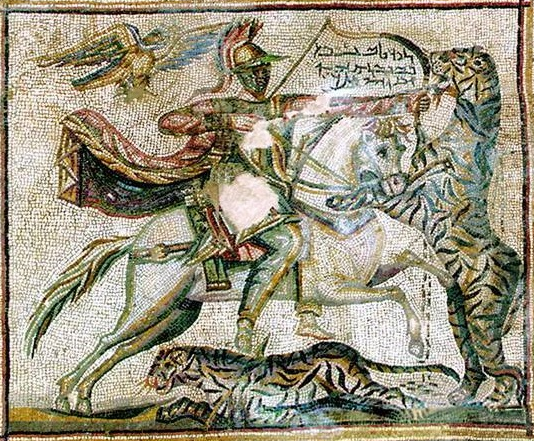
فسيفساء تصور أذينة ملك تدمر أثناء قتاله للفرس

على الرغم من شهرة أذينة كثائر متمرد على السلطة الرومانية، إلا أن انتصاره وقوته المفاجئة، دفعت روما إلى الاعتراف به شريكاً في الحكم على هذه المنطقة الواسعة، وأطلق عليه لقب «ملك الملوك». كان أذينة طموحاً لا تكفيه حدود مملكة تدمر، لذلك سعى منذ عام 265م إلى توسيع ملكه في أنحاء سوريا، معتمداً على جنده بعد أن أبعد الجنود الرومان من صفوفه وقد أصبحوا شوكة في كيان دولته بقيادة ابن أخيه «معنى».

## مقتله

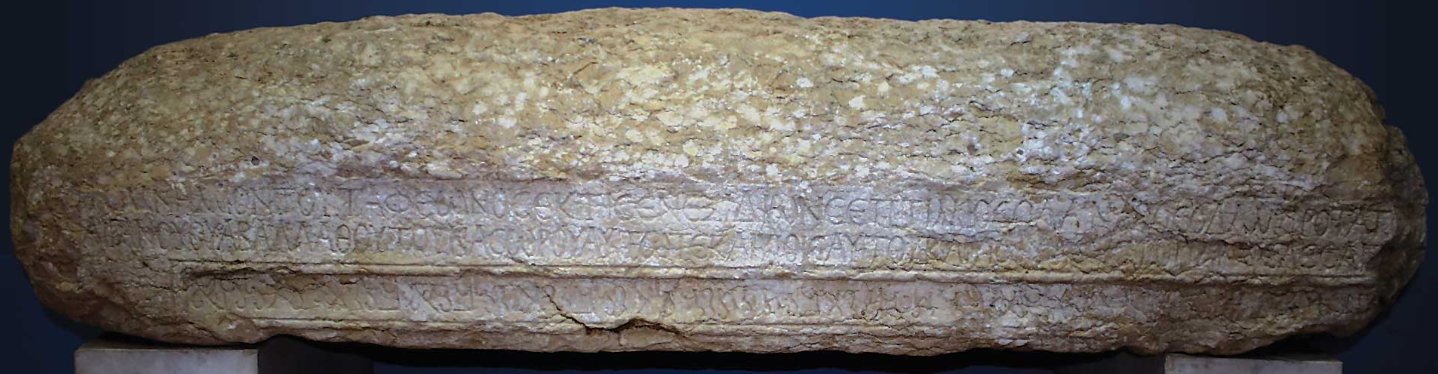
كتلة حجرية من مقبرة أذينة

عندما كان أذينة عائداً من إحدى حروبه في اللاذقية إلى حمص، وكان ابنه عبد اللات بصحبته، أحاط الثائرون عليه في مكان وليمته، وقضوا عليه وعلى ابنه وعلى حرسه أجمعين، وأعلن «معني» نفسه ملكاً، ولكن إلى وقت قصير فقد تألّب عليه أنصاره أنفسهم، وحاصروه وقتلوه بعد أشهر من حكمه. وكان على وهب اللات ابن أذينة أن يسترد عرش أبيه بدعم أمه زنوبيا التي أصبحت وصية على الملك القاصر وتولت الحكم بصفتها ملكة تدمر لتقود المملكة وتلقب بملكة ملوك الشرق، وذلك عام 267 ميلادية.